# ويليام باليكويشا
ويليام باليكويشا (بالهولندية: William Balikwisha) هو لاعب كرة قدم بلجيكي كونغولي ديمقراطي في مركز الجناح ولد في يوم 12 مايو 1999 في بروكسل. يلعب حالياً مع نادي ستاندر دي لييج وسبق له اللعب مع نادي سيركل بروج ونادي ماسترخت. سبق له اللعب مع منتخب الكونغو لكرة القدم تحت 23 سنة ويبلغ طوله 174 سم.